# Sie (Haggard)

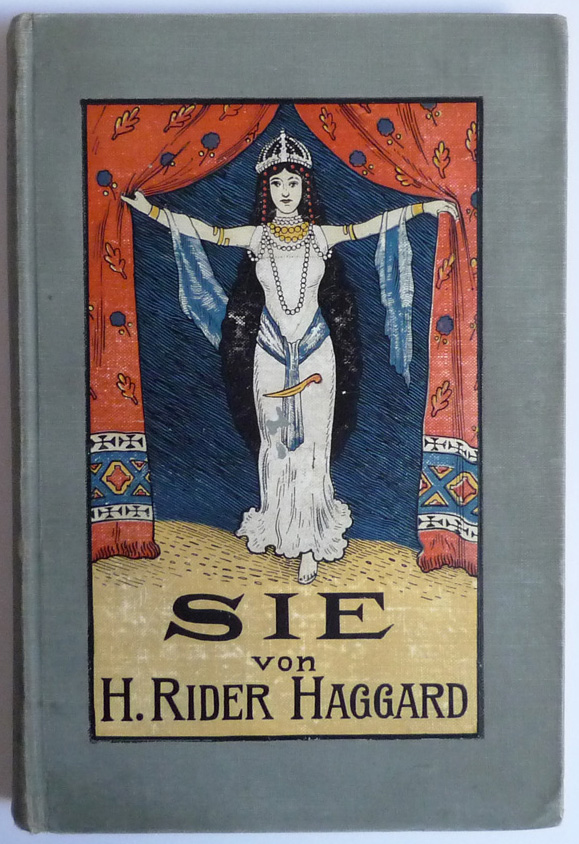
Deutsche Erstausgabe, Hermann Costenoble, Jena 1911

Sie (von englisch she) ist ein Roman des britischen Abenteuerschriftstellers Henry Rider Haggard. Das Buch wurde erstmals 1886 unter dem Titel She – A History of Adventure veröffentlicht und gehört mit über 83 Millionen Exemplaren in über 44 Sprachen zu den meistverkauften Büchern aller Zeiten. Das Buch wurde seit 1908 vielfach verfilmt, die wohl bekanntesten Leinwandversionen sind She – Herrscherin einer versunkenen Welt aus dem Jahr 1935 mit Helen Gahagan in der Titelrolle und Herrscherin der Wüste von 1965 mit Peter Cushing und Ursula Andress.

## Inhalt
Der Ich-Erzähler des Romans, Ludwig Horace Holly, ist Privatgelehrter in Cambridge. Um den letzten Willen seines einzigen Freundes Vincey zu erfüllen, nimmt er dessen minderjährigen Sohn Leo zu sich. Gleichzeitig erhält Holly die Weisung, einen bestimmten Koffer an Leos 25. Geburtstag zu öffnen und nach Afrika zu reisen, falls Leo das nach Öffnung des Koffers und Besichtigung des Inhaltes will. Holly stellt den Diener Job ein, der ihn bei Leos Erziehung unterstützen soll.
Als Holly, Leo und Job nun an dem dafür vorgesehenen Tag den Koffer öffnen, finden sie darin unter anderem eine Tonscherbe, auf der die Legende des ägyptischen Priesters Kallikrates, von dem die Familie Vincey abstammt, erzählt wird. Kallikrates floh im Jahr 339 v. Chr. mit der Prinzessin Amenartes, die ihn liebte, aus Ägypten. An der Küste Südostafrikas sank ihr Schiff unweit einer Flussmündung. Kallikrates und Amenartes wurden von Eingeborenen gerettet, die sie zu ihrer weißen Königin brachten. Die Königin verliebte sich in Kallikrates, der seinerseits jedoch Amenartes liebte. Die Königin erstach Kallikrates in einem Anfall von Eifersucht, als er sie abwies.
Seit nunmehr 25 Generationen versuchen die männlichen Nachfahren Kallikrates', sich an der Königin zu rächen. Um herauszufinden, wie viel Wahrheit die Legende enthält und nebenher auf Großwildjagd zu gehen, reisen Leo, Holly und Job nach Afrika.
Ihr Schiff strandet an der gleichen Stelle, an der auch Kallikrates' Schiff unterging. Leo, Holly, Job und der Steuermann Mahomad überleben den Schiffbruch. Mit dem Rettungsboot fahren sie auf dem Fluss landeinwärts. Als das Boot in einem Sumpf steckenbleibt, werden sie halbverhungert von Angehörigen des Volkes der Amahagger gerettet, einem Volk, das, wie Kallikrates schreibt, den Fremden Töpfe auf die Köpfe setzt.
Die Geretteten sollen gemäß Anweisung ihrer allessehenden Königin geschont werden, jedoch wird Mahomad in einem Gemetzel getötet, das entsteht, als die Amahagger ihm einen rotglühenden Topf auf den Kopf setzen wollen, um ihn anschließend zu verspeisen. Leo, Holly und Job werden wie befohlen vor die Königin gebracht, die in ihrem Palast im Krater und in den Wänden eines erloschenen Vulkans lebt.
Die Königin Ayesha (gesprochen Aisha) ist eine Frau von ungewöhnlicher Schönheit. Sie hüllt ihren Körper und ihr Gesicht in weite Gewänder und lebt hinter einem Vorhang verborgen, weil ihr Männer, die sie unverschleiert sehen, hoffnungslos verfallen. Als sich Ayesha und Leo zum ersten Mal begegnen, verlieben sie sich ineinander. Ayesha ist die Königin, die mehr als 2000 Jahre vorher Kallikrates erstach. Sie überlebte in unveränderter Schönheit, weil sie einst in Flammen verkörperter Lebenskraft badete. Sie hält Leo für den wiedergeborenen Kallikrates, weil er seinem Ahnherrn bis aufs Haar gleicht.
Ayesha und Leo wollen heiraten und nach England reisen. Vorher sollen auch Leo und Holly in der Flamme baden und dadurch ihr Leben verlängern. Die Flamme befindet sich in einer Höhle außerhalb des Palastes in der Dschungelstadt Kolr und ist nur nach Überquerung eines gefährlichen Abgrundes zu erreichen. Die Planke, die über die Schlucht führt, wird bei der Überquerung durch den ängstlichen Job in den Abgrund geworfen.
Vor Leo und Holly badet auch Ayesha in der Flamme. Sie will ihnen zeigen, dass das Bad für sie ungefährlich ist. Nach dem Bad altert sie jedoch in Minutenschnelle vor den Augen ihrer Begleiter um Hunderte von Jahren und stirbt. Job erleidet daraufhin einen Schock und stirbt ebenfalls. Holly und Leo kehren nach England zurück, ohne in der Flamme gebadet zu haben.

## Fortsetzungen

### Ayesha – Sie kehrt zurück
Originaltitel: Ayesha: The Return of She (1905)
Die Fortsetzung weist viele bekannte Motive aus dem ersten Teil auf, so treffen Holly und Vincey wieder auf primitive Stämme, die in den Ruinen einer untergegangenen Kultur leben, welche auch diesmal Einflüsse Griechenlands und Ägyptens aufweisen. Auch hier spielt ein alter Mann eine vermittelnde Rolle und zwei Frauen konkurrieren um die Liebe von Leo Vincey.
Ein Jahr nach der Rückkehr aus Afrika sind Vincey und Holly immer noch von den Erinnerungen an Ayesha besessen und denken ständig daran, ob es eine Möglichkeit gibt, sie zurückzuerlangen. Schließlich hat Leo eine Vision, die ihn glauben lässt, dass eine Wiedergeburt von ihr in Tibet lebt.
Sechzehn Jahre suchen die beiden unter ständiger Lebensgefahr im Himalaya nach einer Spur von ihr. Schließlich finden sie ein Lama-Kloster, das auch in Leos Vision auftauchte. Von dort reisen sie weiter in das abgeschottete (fiktive) Land Kaloon, dessen Bewohner aufgrund einer vorübergehenden Eroberung durch Alexander den Großen Griechisch sprechen. Das Volk wird von einem Khan und einer Khania regiert, die einer alten ägyptischen Dynastie entstammen.
Angrenzend an Kaloon liegt ein Vulkan, der von Priestern eines Hes-Kultes und Feueranbetern bewohnt wird. Hes ist laut Holly ein anderer Name für Isis.
Während die Khania Atene Interesse an Leo Vincey findet und beschließt, ihren Mann Khan Rassen zu töten, erfährt Holly, dass die Hohepriesterin des Berges, Hesea, ihr Kommen vorausgesagt hat und die beiden zu treffen verlangt. In Holly kommt der Verdacht auf, Atene könne die Wiedergeburt von Amenartas und Hesea die von Ayesha sein. Atene verhindert zunächst, dass sie zum Berg weiterreisen, und hält sie für mehrere Monate in Kaloon fest. Sie können entkommen und zwanzig Jahre nach den Ereignissen in Kôr erfahren sie von Hesea die Wahrheit hinter ihren Erlebnissen.
Im alten Ägypten verliebte sich die Königin Amenartas (Atene in einer früheren Inkarnation) in den Isis-Priester Kallikrates (jetzt als Leo Vincey wiedergeboren), den sie der Göttin abspenstig machte. Die Priesterin Ayesha (die heutige Hesea) sollte Kallikrates und Amenartas im Auftrag der Göttin strafen, die sie dafür mit überirdischer Schönheit und langem Leben belohnte. Ihr zu Hilfe wurde der Diener Noot (heute inkarniert als Horace Holly) gestellt. Aber Ayesha verliebte sich selbst in Kallikrates. Isis strafte sie deshalb mit dem Tod ihres Geliebten und verurteilte sie zu einem langen Leben voller Kummer und Reue.
Nachdem Hesea sich offenbart hat, entschleiert sie sich vor den beiden Männern und Atene. Sie ist schrecklich entstellt, eine mumifizierte Version der schnell gealterten Ayesha am Ende von Teil eins. Dennoch entscheidet sich Leo gegen das Werben von Atene für sie. Durch seine Treue erlangt sie ihre Schönheit zurück und verlobt sich mit ihm. Allerdings will sie ihn nicht heiraten, bevor er in die Flammen des Lebens in Kôr getreten ist, ein Unterfangen, das umzusetzen voraussichtlich noch zwei Jahre dauern würde.
Auch gesteht sie Leo, dass sie sich von ihren Göttern abgewandt hat und einen Pakt mit dem bösen Gott Set geschlossen hat. Zunehmend wird ihr Größenwahn deutlich, sie strebt ausgehend von einer geplanten Machtübernahme in China die Weltherrschaft an und die Etablierung einer Einheitsreligion mit ihr als Göttin.
Zunächst kommt es zum Krieg gegen Kaloon, das mithilfe magischer Kräfte verheerend geschlagen wird. Atene gehört zu den zahlreichen Todesopfern. Leo, der mehr und mehr an Ayesha zweifelt, weist die Vergöttlichung zurück und will sie nur als Frau. Er verlangt, die Heirat umgehend zu vollziehen, ohne in die Flamme zu steigen.
Nach ihrem ersten Kuss wird Leo dermaßen überwältigt, dass er auf der Stelle stirbt, Ayesha erfährt dagegen eine umfassende Läuterung, sie ist von ihrem Größenwahn befreit und erlangt ihre Menschlichkeit zurück.
Um mit ihrem Geliebten im Jenseits vereint zu sein, stirbt auch sie. Am Ende gibt sie Holly ein Artefakt, mithilfe dessen er im Augenblick seines Todes sie rufen kann, um im Jenseits zu ihnen zu stoßen. Als dieser nach der Rückkehr nach England schließlich stirbt, erscheint der Geist Ayeshas, um ihn abzuholen.
Das Buch wurde frei interpretiert 1968 durch Cliff Owen für die Hammer Studios unter dem Titel The Vengeance of She (deutscher Titel: Jung, blond und tödlich) verfilmt.

### Sie und Allan
Originaltitel: She and Allan (1921)
Allan Quatermain will wissen, ob er Mameena, eine Frau, die er verloren hat, im Jenseits wieder treffen wird. Dazu befragt er den afrikanischen Zauberer Zikali. Der verweist ihn an eine weiße Hexe (Ayesha), die wie er Mitglied einer Medizinmann- oder Propheten-Gilde sei und die er in Begleitung des Häuptlings Umslopogaas und des Dieners Hans, einem dem Alkohol zugeneigten Khoikhoi, aufsuchen soll.
Unterwegs treffen sie den ehemaligen Händler Captain Robertson, der sich mit seiner Tochter Inez in der Wildnis niedergelassen hat, um ungestört seiner Trunksucht und seiner Vorliebe für Eingeborenenfrauen nachgehen zu können. Seine Farm wurde von den Amahaggern überfallen, die sein Personal getötet und gefressen sowie Inez entführt haben, um sie zu ihrer Göttin zu machen. Dabei handelt es sich um Abtrünnige, die von Ayesha abgefallen sind.
Billali rettet sich schließlich und bringt sie nach Kôr zu Sie-die-befiehlt, wie sie hier noch genannt wird. Sie erzählt Allan von ihrer Jugend im Jemen. Als Prinzessin nahm man es ihr übel, dass sie sich nicht für Männer interessierte, was zu Unruhe führte, da so viele Männer sie begehrten. Also zog sie durch die Welt, um die Völker und Religionen zu studieren.
In Zypern verärgerte sie die Göttin Aphrodite, die sie daraufhin verfluchte, auf ewig Kallikrates lieben zu müssen. Nachdem sie dem Kult der Isis beigetreten war, fiel sie auch bei dieser in Ungnade, da sie sich mit der konkurrierenden griechischen Göttin eingelassen hatte (Aphrodite steht hier für das Fleisch, Isis für den Geist). Isis verfluchte sie, ihren Kallikrates töten zu müssen und dann die Quelle des Lebens zu entdecken, damit sie ihm nicht in den Tod folgen kann, sondern lange auf ihn warten muss.
Nun steht ein Konflikt in Kôr an. Die Amahagger verehren den Sonnengott Rezu, die Ayesha treuen Eingeborenen die Mondgöttin Lulala. Rezus Anhänger sehen sie als Eindringling, da ihre Kultur sehr alt ist, so alt, dass sie schon das alte Ägypten besiedelt haben. Der König der Amahagger heißt ebenfalls Rezu, gilt als Personifikation des Gottes und will sie schlagen, indem er ebenfalls eine weiße Herrscherin einsetzt. Dabei handelt es sich um Inez. Neben den beiden Göttern gibt es noch einen dritten: die Wahrheit.
Nachdem Quatermain Ayesha durch seinen Unglauben verärgert hat, beschließt sie, ihn nicht wie ursprünglich geplant in die Flamme des Lebens zu führen. Dennoch soll er ihr im Kampf helfen, da sie nicht direkt den von Rezu geschützten König angreifen kann, denn der war ebenfalls in der Flamme des Lebens. In der Schlacht werden sowohl Captain Robertson als auch Rezu getötet. Daraufhin führt Ayesha Quatermain über die Schwelle des Todes. In einer umfangreichen Vision sieht er die Seelen zahlreicher Verstorbener, aber niemand nimmt ihn wahr. Nur Mameena erkennt ihn, da sie „voller Sünde und deshalb nicht völlig vergeistigt“ sei.
Ayesha entwirft aufgrund der Vision eine Metaphysik: Jeder trägt seinen eigenen Gott in sich, dem man sich durch viele Inkarnationen immer weiter annähert. Die Folge ist, dass man demütig sein soll und für andere nie so wichtig ist, wie man glaubt, da andere ebenfalls ihrem eigenen Gott folgen. Dann sieht sie Zikalis Sieg über seinen Widersacher Cetywayo und beantwortet so dessen Anfrage an sie.
Neben den Fortführungen der Geschichten um Allan Quatermain und Ayesha lebt dieser Roman vor allem von dem Aufeinandertreffen von Quatermains Skeptizismus und Pragmatismus mit Ayeshas mystischem Weltbild. Die Handlung ist zeitlich vor dem ersten Band Sie angesiedelt.

### Tochter der Weisheit
Originaltitel: Wisdom’s Daughter: The Life and Love Story of She-Who-Must-Be-Obeyed (1923)
Im abschließenden Teil wird die Jugend Ayeshas aus ihrer eigenen Sicht geschildert. Die Rahmenhandlung, in der behauptet wird, dass die Romane Manuskripte aus der Feder Hollys seien, wird auch hier aufrechterhalten. Allerdings behauptet der fiktive Herausgeber hier, dass Ayesha selbst die Autorin des vorliegenden Buchs sei, das gegen Ende der Ereignisse von Sie kehrt zurück in Tibet vor der geplanten Rückkehr nach Kôr geschrieben sei.
Sie selbst gibt als Motivation an, Widersprüche in ihren Lebensschilderungen gegenüber Holly, Vincey und Quatermain auflösen zu wollen. Der fiktive Herausgeber warnt den Leser jedoch vor der großen Eitelkeit Ayeshas, die tatsächlich stark überzeichnet ständig durchscheint. So schildert sie sich als ursächlich verantwortlich für einige entscheidende Ereignisse der Weltgeschichte, als bereits vor ihrer Geburt mit Isis vertraut und von ihr zum Austragen einer Fehde mit Aphrodite erwählt, als aufgrund ihrer überirdischen Schönheit von allen Frauen angefeindet und von allen Männern geliebt usw.
Während ihrer Jugend in Ozal als Tochter eines Häuptlings entschließt sie sich bereits gegen ein Leben als Ehefrau, obwohl es viele Bewerber gibt, die teils untereinander blutige Fehden und Kriege austragen. Die Folge davon ist, dass Yarab, Ayeshas Vater, viele Feinde gewinnt. Sie entschließt sich jedoch, ihr Leben der Weltherrschaft und als Voraussetzung dafür dem Ansammeln von Weisheit zu widmen.
Noot, ein Überlebender aus Kôr und in Ungnade geratener Hofmagier des ägyptischen Pharaos, wird ihr Lehrer. Er beschließt bereits früh, sie zur Hüterin der Flamme in Kôr zu machen. Nachdem ihr Vater im Krieg gegen Ägypten getötet wird, flieht sie mit Noot.
Um Rache zu nehmen, reisen sie nach Ägypten, wo sie in Philae eine Priesterin der Isis wird. Dort verliebt sie sich in den Griechen Kallikrates, ebenfalls Isispriester, eine Sünde nach den Gesetzen ihres Kultes. Deshalb verlässt sie Ägypten, um in der Welt ihre Weisheit zu vermehren.
Sie bereist Rom, Griechenland und Jerusalem, um schließlich nach Jahren zurück nach Ägypten zu kommen, diesmal nach Memphis. Dort trifft sie den Pharao Nektanebes, Sohn desjenigen, dessen Heer ihren Vater getötet hat, und Vater von Amenartas. Mittels Intrigen erwirkt sie durch den Einfall der persischen Armee den Sturz des Pharaos, der gleichzeitig der letzte Ägypter auf dem Thron bleiben soll. Dabei gerät sie zwischenzeitlich in Gefangenschaft eines phönizischen Königs, dessen Reich Sidon sie aus Rache ebenfalls zu Fall bringt.
Während dieser Ereignisse lässt sich Amenartas zur Priesterin der Isis weihen und verliebt sich in Kallikrates, den sie im Tempel kennen lernt. Dieser ist hin- und hergerissen zwischen der fleischlichen Anziehung durch sie und der geistigen durch seine Göttin, die er in Ayesha verkörpert sieht. Nachdem sie schließlich auch den persischen König tötet und sowohl sein Reich als auch Ägypten endgültig ins Chaos stürzt, muss sie fliehen und begibt sich zu Noot nach Kôr.
Der will sie als Herrscherin einsetzen. Sie soll den Kult der Isis, die hier lange vor Ägyptens Besiedelung unter dem Namen Lulala oder Wahrheit verehrt wurde, wiederbeleben, da er durch den verdrängenden Götzenkult des Rezu vernichtet wurde. Auch soll sie nach seinem Tod Hüterin des Feuers werden.
Während sie beginnt, Kultur und Religion in Kôr neu zu errichten, erscheint eine Gruppe Ägypter in ihrem Land, unter ihnen Kallikrates und die schwangere Amenartas. Als sie ihnen gegenübertritt, erkennt sie, dass sie Kallikrates von Anfang an liebte und noch immer liebt. Amenartas verspottet sie wegen ihres Zölibats, ihres voranschreitenden Alters und ihrer Unerfahrenheit darin, Männer an sich zu binden. Sie erkennt, dass das die Wahrheit ist.
Der Plan, zusammen mit Kallikrates in die Flamme des Lebens zu treten und ihn so seiner Geliebten zu entziehen, reift in ihr. Alle drei gehen zur Flamme. Dort angekommen ficht Ayesha einen harten Gewissenskampf aus, wird aber letztendlich von ihrem Stolz in die Flamme getrieben. Gestärkt durch die Mächte, die sie dabei gewinnt, sagt sie sich von Isis los, der sie sich jetzt überlegen glaubt. Sie versucht, Kallikrates zu zwingen, sie zu lieben. Er bleibt jedoch am Ende Amenartas verbunden.
Ayesha erkennt, dass die Flamme ihr die Macht über den Tod verliehen hat, und tötet ihren Geliebten. Aus dessen Leichnam spricht ein Geist der Unterwelt zu ihr und verflucht sie, so lange an diesem Ort verweilen zu müssen, bis Kallikrates zu ihr zurückkehrt.
Im Schlaf erscheint ihr der Geist Noots, der ihr vor Augen führt, wie drastisch ihr Sündenfall ist. Sie hat alle Heiligkeit und Spiritualität, die sie in ihrem Leben erworben hat, verspielt und ihre Seele auf ein barbarisches Niveau zurückgeworfen. Erlösung, so Noot, ist ihr noch möglich, aber nur, wenn sie sich allem Schlechten stellt, das jetzt in ihr ist. Ihre Leidenschaften muss sie durch Sanftheit ersetzen, ihren Stolz durch Demut, ihre Schönheit muss sie durch das Erfahren ihrer eigenen Hässlichkeit überwinden.
Das Volk von Kôr wird verdammt, in tiefste Barbarei zu versinken. Eine lange Zeit der Einsamkeit und Verzweiflung beginnt jetzt für Ayesha.

## Rezeption
Bekannt ist besonders die Deutung Carl Gustav Jungs von Ayesha als Archetypus der Anima, der inneren weiblichen Persönlichkeit bei Männern. Darüber hinaus wird immer wieder die Bedeutung des Werkes als eines der ersten Vertreter der später Fantasy genannten Literaturgattung herausgestellt. Kritiker warfen dem Werk gelegentlich Misogynie, Rassismus und Antisemitismus vor. Sie wurde auch als Hommage an Königin Viktoria gedeutet, die zum Zeitpunkt des Erscheinens des Romans ihr Goldenes Thronjubiläum feierte und deren Verehrung durch Leo und Holly Ayeshas Eroberungspläne Englands blockieren. Verschiedene Ideen der Romane wurden immer wieder von späteren Autoren aufgenommen, so taucht etwa die Idee eines Hüters der Quelle des Lebens in der Fernsehserie Lost auf.

## Verfilmungen
- 1899: La colonne de feu (Kurzfilm, Regie: Georges Méliès)
- 1908: She (Kurzfilm, Regie: Edwin S. Porter)
- 1911: She (Kurzfilm, Regie: George Nichols)
- 1916: She (Regie: William G.B. Barker und Horace Lisle Lucoque)
- 1917: She (Regie: Kenean Buel)
- 1925: She (Regie: Leander De Cordova und G.B. Samuelson, Zwischentitel von Haggard, beinhaltet Teile aus allen Romanen)
- 1935: She – Herrscherin einer versunkenen Welt (Alternativtitel: Das Land des Grauens, Regie: Lansing C. Holden und Irving Pichel)
- 1965: Herrscherin der Wüste (Regie: Robert Day)
- 1968: The Vengeance of She (Alternativtitel: Jung, blond und tödlich, Regie: Cliff Owen, freie Verfilmung des zweiten Romans)
- 1983: SHE … eine verrückte Reise in die Zukunft, Regie: Avi Nesher
- 2001: She – Herrscherin der Wüste (Regie: Timothy Bond)
- 2007: She (Regie: Clive Nolan und Agnieszka Swita, Premiere einer Rockoper des Mitglieds der englischen Band Pendragon, auf DVD veröffentlicht)

## Ausgaben
- Erstausgabe: She: A History of Adventure. Harpers, New York 1886. Erste UK-Ausgabe: Longmans, Green and Co., London 1887.
- Enthalten in: The Works of H. Rider Haggard. Walter J. Black, New York 1928, OCLC 2218624.
- Taschenbuch: She. Herausgegeben mit einer Einführung und Anmerkungen von Daniel Karlin.  Oxford University Press (Oxford World’s Classics), 2008, ISBN 978-0-19-953642-9.
- E-Book: She. Open Road, 2014, ISBN 978-1-4804-7742-1.

Sie wurde mehrmals unter verschiedenen Titeln ins Deutsche übersetzt:
- Sie. Roman aus dem dunkelsten Afrika. Übersetzer nicht genannt. Hermann Costenoble, Jena, 1911 (Deutsche Erstausgabe).
- Die Herrin des Todes. Abenteuerroman aus dem dunkelsten Afrika. Übersetzt von Georg Schröder-Stettin. Vaterländische Verlags- und Kunstanstalt, Berlin, 1926. Diese Übersetzung wurde vom Benu Verlag 2004 neu veröffentlicht.
- Sie. Ein Abenteuerroman. Übersetzt von Helmut Degner. Diogenes, Zürich 1970. Diese Übersetzung erschien auch im König Verlag 1973 und im Heyne Verlag 1984.
- SIE-der-man-gehorchen-muss Übersetzt von Susanne Luber. Haffmans, Zürich 2006. 2010 Neu veröffentlicht als Zweitausendeins-Taschenbuch.

Die Fortsetzungen wurden erstmals im Rahmen der Haggard-Ausgabe bei Heyne von Hans Maeter übersetzt, Ayesha erschien 1984, Sie und Allan und Tochter der Weisheit 1985.